# Primaresburg
Die Primaresburg ist eine als Ruine erhaltene Burganlage am Franziskanerkogel im Nordwesten der Marktgemeinde Maria Lankowitz in der Weststeiermark. Eine erste Wehranlage am Franziskanerkogel lässt sich archäologisch bereits für die Zeit um 800 nachweisen. Die erste urkundliche Erwähnung der Burg stammt aber aus der Mitte des 11. Jahrhunderts. Die Anlage gehört damit zu den ältesten urkundlich bekannten Burganlagen in der Steiermark. In den nachfolgenden Jahrhunderten findet die Primaresburg immer wieder Erwähnung in Urkunden, dennoch lässt sich ihre Geschichte nur lückenhaft rekonstruieren. In der Forschung ist aufgrund der unklaren Quellenlage umstritten, ob die Burg im Besitz der steirischen Landesfürsten war, oder ob sie zum Stift St. Lambrecht gehörte. In der zweiten Hälfte des 13. Jahrhunderts saßen die Herren von Wildon auf der Burg. Da er die Wildoner einer Verschwörung gegen ihn bezichtigte, ließ König Ottokar II. Přemysl die Anlage vermutlich schleifen, wofür es auch archäologische Hinweise gibt. Die Burg wurde aber noch im 14. Jahrhundert genutzt. Spätestens zu Beginn des 15. Jahrhunderts galt die Primaresburg aber als verfallen. Die Herren von Graden erhielten von Herzog Ernst dem Eisernen die Erlaubnis, am Standort der Burg eine Festung zu errichten, dürften dieses Vorhaben aber zugunsten des Neubaus des Schlosses Lankowitz aufgegeben haben. Im Laufe der Zeit geriet der Standort der Primaresburg in Vergessenheit, so dass sich Burgenforscher ab der Mitte des 19. Jahrhunderts an einer Lokalisierung versuchten. Der Standort am Franziskanerkogel wurde erstmals von Herwig Ebner vorgeschlagen und mit historischen Quellen belegt. Der Kogel wird in der Forschung mittlerweile allgemein als Standort angesehen.
Von der Anlage haben sich nur spärliche Reste erhalten, die vor allem aus kaum sichtbaren Mauerresten bestehen. Das Burgareal lässt sich in eine Kern- und eine Vorburg teilen, welche durch einen Graben mit vorgelagerten Wall voneinander getrennt waren. Im Zentrum der Kernburg befindet sich eine kreisrunde Filterzisterne und die Mauerreste im Süden werden als Reste des Palas gedeutet. Bei Grabungen wurden auch im Bereich der Vorburg Mauerreste freigelegt, die als Teil einer Ringmauer angesehen werden. Östlich der Vorburg befindet sich ein zweites, tiefer gelegenes Vorwerk.

## Standort

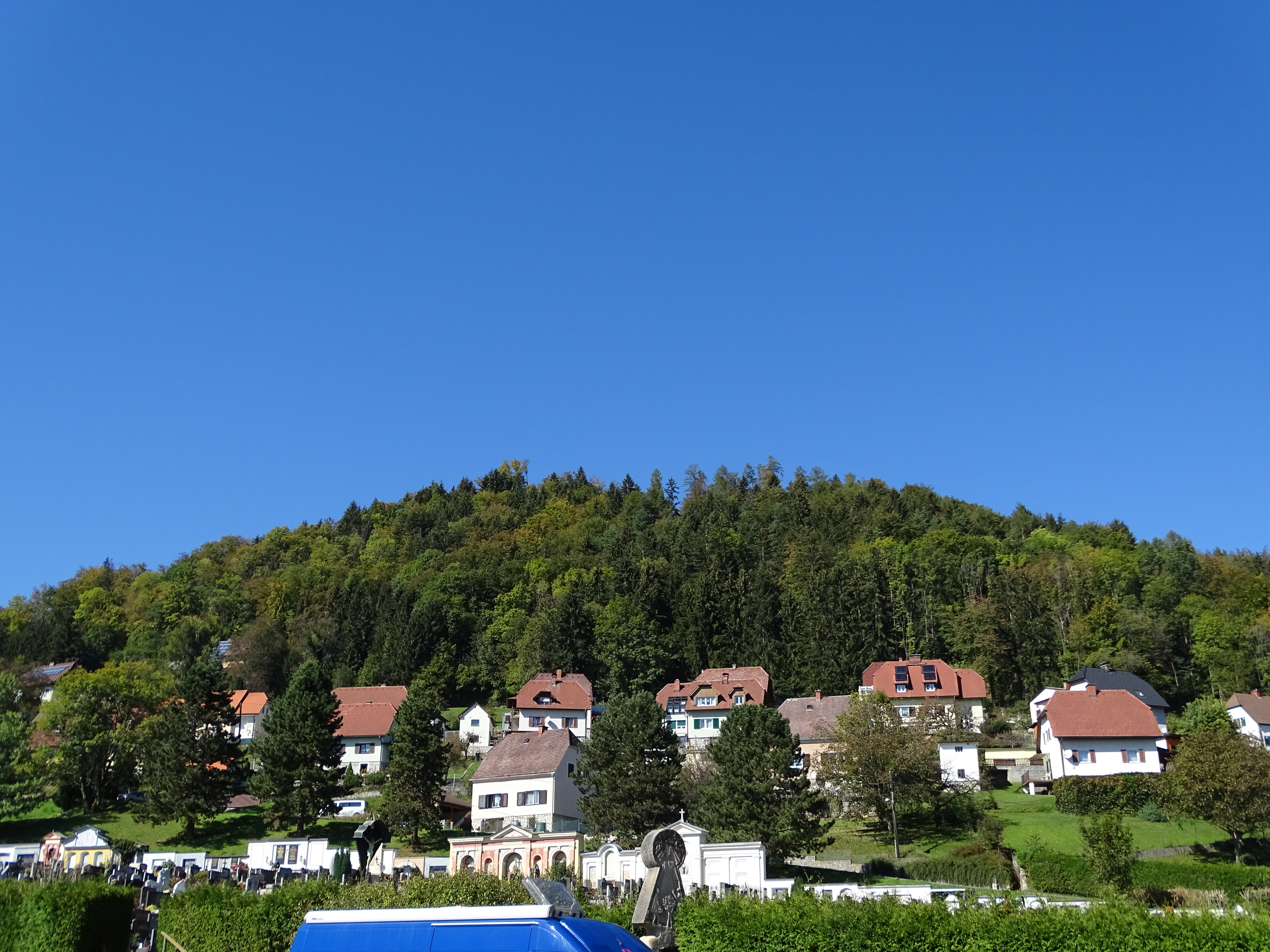
Der Franziskanerkogel mit seinem abgeflachten Gipfelareal ist der Standort der Primaresburg

Die Burg befindet sich im östlichen Teil der Marktgemeinde Maria Lankowitz, im nördlichen Teil der Katastralgemeinde Lankowitz. Sie liegt rund 500 Meter nordwestlich des Marktortes Maria Lankowitz und des dortigen Franziskanerklosters auf dem abgeflachten Gipfelplateau des bis zu 713 m ü. A. hohen Franziskanerkogels. Dieser ist ein nach Südosten, in Richtung Köflach-Voitsberger Becken streichender Ausläufer des Laudonkogels, einem Gipfel im Höhenzug der Stubalpe, der sich rund 200 Meter über das Tal des Lankowitzbaches erhebt. Das Burgplateau fällt nach Norden, Westen und Süden hin steil ab und wird zusätzlich im Norden und Osten vom Lankowitzbach begrenzt. Die Westseite hat durch Felsen einen natürlichen Schutz. Mit dieser Seite steht der Franziskanerkogel auch in Verbindung zum Laudonkogel.
Im Gipfelbereich das Franziskanerkogels lassen sich mehrere künstlich angelegte Verflachungen erkennen. Die Kernburg der mittelalterlichen Wehranlage stand auf einem annähernd rechteckigen, etwa 30 mal 40 Meter großen Plateau direkt am Gipfel. Von dort hat man einen guten Ausblick auf die Stadt Voitsberg sowie die dortigen Wehranlagen Obervoitsberg, Greißenegg, Krems und Hohenburg. Man hat auch eine Fernsicht in Richtung Südosten, die bis in den Süden des Grazer Beckens und nach Wildon reicht. Dem Gipfelplateu sind im Osten zwei weitere künstliche Plateaus vorgelagert, die eine ungefähr dreieckige Form aufweisen. Das dreieckige Plateau direkt östlich der Kernburg kann als Standort einer möglichen Vorburg angesehen werden. Die beiden Plateaus sind durch einen breiten Halsgraben voneinander getrennt, der auch südlich des Gipfelplateaus verläuft. Südlich und östlich der Kernburg verläuft eine um das Jahr 2000 angelegte Forststraße durch das Gelände. Diese Forststraße ist auch der neuzeitliche Zugang zur Burgstelle.
Am Fuß des Franziskanerkogels führten bereits im Mittelalter zwei Wegverbindungen in das obere Murtal vorbei. Im Nordwesten führte die Weinstraße über Kirchberg und den Laudonkogel auf den Wölkerkogel. Im Süden verlief die alte Alpen- oder Salzstraße am Franziskanerkogel vorbei, die über Kemetberg zum Alten Almhaus führte. Kurz vor dem Wölkerkogel trafen die beiden Straßen aufeinander und bildeten die sogenannte Reisstraße, welche weiter nach Judenburg und Eppenstein bei Weißkirchen führte.

## Geschichte
Archäologische Funde lassen darauf schließen, dass es am Franziskanerkogel ab der Kupfersteinzeit eine menschliche Besiedelung gab. Eine erste nachweisbare Wehranlage wurde vermutlich um 800 errichtet. Der Name Primaresburg selbst tritt ab der zweiten Hälfte des 11. Jahrhunderts immer wieder als Bezeichnung oder Orientierungspunkt in Urkunden auf. Die Geschichte der Anlage lässt sich aufgrund der mangelhaften Quellenlage nur lückenhaft rekonstruieren. Auch ihre Besitzgeschichte ist aufgrund der Quellenlage unklar und in der Forschung umstritten. Die Quellen lassen je nach Lesart darauf schließen, dass entweder das Stift St. Lambrecht oder die steirischen Landesfürsten ab dem 12. Jahrhundert im Besitz der Anlage waren.

### Erste Siedlungsspuren
Der Gipfel des Franziskanerkogels war bereits vor dem Mittelalter besiedelt. Als älteste Spur einer menschlichen Besiedlung wird das Fragment eines Steinbeils angesehen, das aus der Kupfersteinzeit stammt und auf das vierte bis dritte Jahrtausend vor unserer Zeitrechnung datiert wird. Vor allem aufgefundene Keramik lassen auf eine größere Siedlung der Urnenfelderkultur im 9. oder 8. Jahrhundert vor unserer Zeit schließen. Auch während der Römerzeit dürfte der Franziskanerkogel aufgrund seiner Lage eine lokal bedeutende Rolle gespielt haben. Darauf lassen Funde von Münzen, Keramik (Terra Sigillata) und Fibeln schließen, die sich auf den Zeitraum vom 1. bis zu Beginn des 5. Jahrhunderts datieren lassen.

### Lückenhafte Geschichte der mittelalterlichen Burg

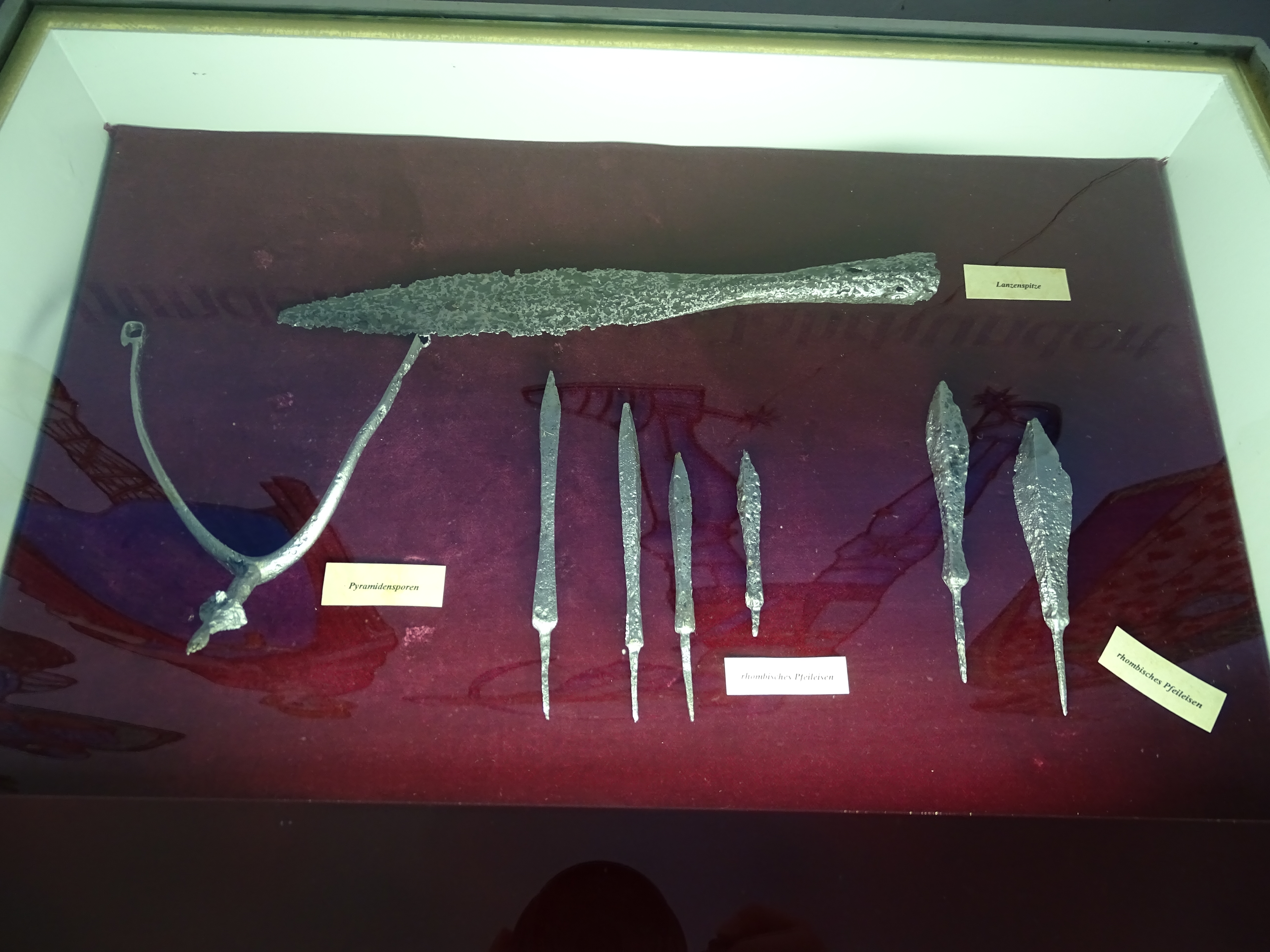
Fundstücke vom Gelände der Primaresburg, darunter eine frühmittelalterliche Lanzenspitze, im Ortsmuseum Lankowitz

Ab wann sich ein Wehrbau auf dem Franziskanerkogel befand, lässt sich nicht sagen. Die noch vorhandene Bausubstanz lässt keine Schlüsse auf eine Entstehungszeit zu, und auch archäologisch ließ sich eine frühe Burg aufgrund der später erfolgten Umbauten bisher nicht sicher nachweisen. Wegen der günstigen Lage des Kogels an zwei Handelswegen und auch der guten Sichtverbindungen ist aber davon auszugehen, dass bereits früh ein Wehrbau errichtet wurde. Als erste nachweisbare Wehranlage wurde vermutlich um 800 eine karolingische Mittelpunktsburg mit einem schiffsähnlichen Grundriss errichtet. Die Form der dreigeteilten Burg lässt sich noch im Gelände erkennen. Wahrscheinlich war sie von einer Palisade umgeben. Als weiterer Beleg für diese erste Burg gelten aufgefundene Keramikfragmente, Schmuckstücke sowie eine karolingische Lanzenspitze, die auf die Zeit zwischen 740 / 750 und 800/820 datiert wird.
Am 13. April 1000 schenkte der römisch-deutsche Kaiser Otto III. dem Markgrafen Adalbero von Eppenstein 100 Königshuben an Landbesitz in dessen Markgrafschaft in der Mark an der Mur, dem Stammland der heutigen Steiermark. Zu diesem Landbesitz gehörte der Großteil des heutigen Bezirkes Voitsberg und damit auch der Franziskanerkogel. Da die als erstes einheimisches Herzogsgeschlecht geltenden Eppensteiner ihr Machtzentrum auf der Hengistburg bei Wildon hatten, gleichzeitig aber auch über ein Allodialgebiet in der Grafschaft Judenburg verfügten, ließen sie an allen wichtigen Verkehrswegen und Passübergängen Befestigungen errichten. Vermutlich befand sich deshalb bereits seit Anfang des 9. Jahrhunderts ein Wehrbau der Eppensteiner auf dem Franziskanerkogel.
Der Name Primaresburg wird als Primarespurch erstmals in einer im Archiv des obersteirischen Stiftes St. Lambrecht verwahrten Traditionsnotiz als Grenzpunkt des Einflussgebietes der Pfarre Piber, der Mutterpfarre des Bezirkes Voitsberg, im Rahmen einer Zehntregelung zwischen dem Salzburger Erzbischof Gebhard und dem Markgrafen Markwart IV. von Eppenstein erwähnt. Diese Traditionsnotiz lässt sich anhand der dort genannten Personen und historischen Rahmenbedingungen auf die Zeit von 1060 bis 1066 datieren und wird in der Forschung als Original angesehen. Ein Besitzer der Burg wird nicht genannt, aufgrund der Nennung in einer Urkunde der Eppensteiner ist aber davon auszugehen, dass diese die Besitzer waren. Mit dieser Nennung zählt die Primaresburg neben der Dietenburg bei Ligist und der Hengistburg bei Wildon zu den ältesten bekannten Herrschaftssitzen und Verwaltungszentren der Steiermark. Graf Heinrich III. stattete das von seinem Vater Markwart IV. 1076 gegründete Stift St. Lambrecht im Jahr 1103 mit der Pfarre Piber und den umliegenden Gütern aus. Ob die Primaresburg Teil dieser Schenkung war, ist unklar, aufgrund ihrer Nähe zu Piber erscheint es aber als möglich. Als die Eppensteiner 1122 in männlicher Linie ausstarben, war der Traungauer Leopold I. der Haupterbe ihrer Besitzungen und Ministerialen. Leopold I. erhielt auch die Vogtei über das Stift St. Lambrecht, das damit unter den Einfluss des Landesfürsten gelangte. Falls die Primaresburg sich damals nicht im Besitz des Stiftes befand, ging sie 1122 in den Besitz der Traungauer über. Davon ging der Historiker Herwig Ebner aus, der die Primaresburg bis 1300 im Besitz der Landesfürsten sah.
Die Primaresburg wird erst wieder in einer Traditionsnotiz von 1185 und einer Urkunde von 1190 namentlich erwähnt. Dort wird ein Starchant de Primarespurch / Primaresburc als Vasall von Otto von Graz genannt. Otto von Graz hatte damit vermutlich eine gewisse Verfügungsgewalt über die Primaresburg, könnte aber selbst ein Untergebener der Landesfürsten gewesen sein, da diese spätestens seit der zweiten Hälfte des 12. Jahrhunderts Besitzer des Grazer Bodens waren. Herwig Ebner vermutete, dass es sich bei Starchant de Primarespurch und den 1202 genannten Starchandus de Krems um dieselbe Person gehandelt haben könnte. Ob die Burg damals in einer Verbindung zum Stift St. Lambrecht stand, geht aus den Urkunden nicht hervor, wenn sie aber Stiftsbesitz war, könnte sie auch als Lehen an Starchant verliehen worden sein. Der steirische Herzog Leopold VI. schlichtete im Jahr 1202 einen seit Jahrzehnten andauernden Streit zwischen dem Stift St. Lambrecht und den Herren von Wildon um Besitzungen im Raum Voitsberg. Das Stift erhielt die Rechte an einem zwischen der Teigitsch und dem Gradnerbach gelegenen Wald, und Herrand von Wildon wurde im Gegenzug vom Lambrechter Abt Peringer mit zwischen dem Gradnerbach und dem Gößnitzbach gelegenen Land belehnt, aber solo monte cui nomen Primarespurch est, excepto, also mit Ausnahme des Berges der Primarespurch. Diese Aussage kann entweder so gedeutet werden, dass die Primaresburg sich damals in Stiftsbesitz befand und dort auch weiterhin blieb, oder dass sie vom Tausch ausgenommen wurde, weil sie eben nicht im Besitz des Stiftes, sondern der Landesfürsten war. Da der Name Primarespurch in der Urkunde auch eindeutig als Name des Berges und nicht einer eigentlichen Burg genannt wird, äußerten die beiden Archäologen und Burgenforscher Levente Horváth und Iris Koch auch die Möglichkeit, dass die hochmittelalterlichen Funde nur von einer sporadischen Nachnutzung von spätantiken oder frühmittelalterlichen Strukturen auf dem Franziskanerkogel und nicht von einer eigentlichen hochmittelalterlichen Burg stammen. Diese Möglichkeit konnte aber bisher (Stand: 2021) nicht durch archäologische Untersuchungen belegt oder widerlegt werden.
Spätestens 1265/68 dürfte die Primaresburg aber den Herren von Wildon gehört haben. Neben anderen steirischen Adeligen wurde 1268 der Wildoner Hartnid III. von Friedrich von Pettau der Verschwörung gegen den böhmischen König und steirischen Herzog Ottokar II. Přemysl bezichtigt. Ottokar II. ließ sowohl Hartnid III. und dessen Bruder Herrand II., aber auch Friedrich von Pettau verhaften, ließ sie aber später gegen die Aushändigung ihrer Burgen wieder frei. Der Dichter und Historiker Ottokar aus der Gaal berichtete 1310 in seiner Steirischen Reimchronik davon und nennt dort auch eine Premarspurc des Herrand von Wildon. Da Ottokar II. auch die Primaresburg einzog, lässt das auf eine strategische und wahrscheinlich auch wirtschaftliche Bedeutung der Anlage schließen. Die eingezogenen Burgen wurden geschleift, wobei unklar ist, wie weit die Schleifung vollzogen wurde. Möglicherweise wurden nur die Wehrmauern gebrochen oder die Wehrgänge abgenommen. Bei den Grabungen in den 1980er-Jahren wurden Schichten freigelegt, die als Zerstörungshorizont aus dem 13. Jahrhundert gedeutet werden können. Die Primaresburg wird aber auch im zwischen 1265 und 1268 entstandenen landesfürstlichen Urbar genannt, wo aufgeführt wird, dass die Burghut 15 Mark betrug. Dieser Eintrag wird von den Historikern Herwig Ebner und Karin Erika Trummer auf das Jahr 1265 datiert, womit sich die Frage stellt, ob die Primaresburg damals ein vom Landesfürsten vergebenes Lehen der Wildoner war, oder ob sie erst kurz danach in den Besitz der Burg kamen. Der Historiker und Volkskundler Ernst Lasnik wiederum datiert den Eintrag auf das Jahr 1268 und geht davon aus, dass die Burghut an einen von Ottokar II. eingesetzten Verwalter ging, womit sich die Frage stellt, wie umfangreich die Schleifung der Anlage wirklich erfolgte. Eine Nutzung der Anlage lässt sich auf jeden Fall noch für das 14. Jahrhundert archäologisch nachweisen.
Nachdem Ottokar II. seine Besitzungen 1276 an den römisch-deutschen König Rudolf I. hatte abtreten müssen, kam die Primaresburg vermutlich wieder an die Herren von Wildon. Ein Streit zwischen den beiden Brüdern Herrand II. und Hartnid III. von Wildon, der auch die Rechte über die Primaresburg umfasste, wurde am 12. Februar 1278 von Rudolf I. zugunsten von Herrand II. entschieden. Um 1300 wurden die Stadecker wahrscheinlich vom Landesfürsten mit der Primaresburg belehnt. Diese saßen auch bis zu ihrem Aussterben im Jahr 1399 auf der Burg. Die Burg selbst wird als Orientierungspunkt in den Jahren 1301 und 1320 erwähnt. Der Lambrechter Abt David Krall belehnte am 31. März 1377 die Herren von Liechtenstein mit Gütern im Pibertal und/umb den perg Primaspurg. Von den meisten Historikern wird die Erwähnung so gedeutet, dass die Güter um die Primaresburg und nicht die Anlage selbst gemeint waren. Der Volkskundler Ernst Lasnik deutet sie aber so, dass die Anlage, zumindest kurzzeitig, in den Besitz der Lichtensteiner kam. Es wäre dann aber ungeklärt, wie die Burg wieder an die Stadecker kam, da diese nachweislich bis 1399 mit ihr belehnt waren. Nach dem Aussterben der Stadecker in männlicher Linie ging die Primaresburg im Jahr 1400 durch die Heirat von Gueta von Stadeck mit Ulrich von Montfort an die Grafen von Montfort. Diese wurden am 3. Juni 1403 von Rudolf Lichtenegger, dem damaligen Abt von St. Lambrecht, mit den gesamten Stadecker Lehen, darunter auch den purkchstal genant Preymespurckh belehnt. Die Anlage war wahrscheinlich damals bereits dem Verfall überlassen worden. Unklar ist auch, warum hier wieder der Lambrechter Abt und nicht der Landesfürst das Lehen über die Burg verleiht. Möglicherweise gelangte das Stift nach dem Aussterben der Stadecker in den Besitz der Ruine, oder sie war bereits seit dem 12. Jahrhundert Stiftsbesitz und der Landesfürst hatte gewisse Vorrechte darüber.
Der steirische Herzog Ernst der Eiserne erteilte 1415 dem ritterlichen Geschlecht der Gradner die Erlaubnis, am burkstal nahe dem Dorf Lankowitz einen Ansitz oder Festung zu errichten. Obwohl die Primaresburg nicht direkt genannt wird, kann es sich beim erwähnten Burgstall um die Reste der Anlage gehandelt haben. Dieser Bauerlaubnis der Gradner steht das Montforter Urbar von 1420 gegenüber, in dem die Primaresburg als öde Burgstelle im Besitz der Montforter gelistet wird. Herwig Ebner vertrat die Annahme, dass die Gradner die Burgstelle als Lehen bekamen, und erst nach 1420, trotz vorher bestehender Erlaubnis mit dem Bau einer neuen Festung begannen. Wie weit der Bau einer Festungsanlage von den Gradnern aber wirklich umgesetzt wurde, ist in der Forschung umstritten, da nur wenige archäologische Funde aus dem entsprechenden Zeitraum aufgefunden wurden. Spätestens als um 1440 Georg Gradner mit dem Bau des Schlosses Lankowitz im Tal begann, wurde das Bauprojekt am Franziskanerkogel aufgegeben. Der Name der Primaresburg taucht im späten 15. Jahrhundert und auch im 16. Jahrhundert immer wieder in Urkunden auf, wobei häufig der Namenteil burg durch berg ersetzt wurde. Abseits der Bauerlaubnis der Gradner gibt es allerdings keine weiteren schriftlichen Hinweise auf eine Instandsetzung der Anlage.

### Lokalisierungsversuche des 19. und 20. Jahrhunderts
Ab dem 19. Jahrhundert wurde unter Historikern und Burgenforschern der mittlerweile vergessene Standort der aus Urkunden bekannten Primaresburg diskutiert. Dabei wurde vor allem anhand von schriftlichen Quellen versucht, sie zu verorten. Als Erster deutete der Historiker Karlmann Tangl 1850 die Ortschaft Premstätten südlich von Graz als ehemaligen Standort der Burg. Wegen der Nennung von nahe liegenden Orten und Gewässern in den Urkunden wurde von späteren Forschern die Burg aber im heutigen Bezirk Voitsberg verortet. Der Historiker Joseph von Zahn sah den Rüstkogel zwischen Köflach und Pichling bei Köflach als ehemaligen Standort. Tatsächlich finden sich am Rüstkogel Mauerreste, die aber vermutlich auf einen zur abgegangenen Burg Schaflos gehörigen Wehrbau zurückgehen. Der Heimatdichter Hans Kloepfer war der erste, der 1912 am Franziskanerkogel den Standort der Primaresburg sah. Der Köflacher Pfarrer Ludwig Stampfer verortete sie in seiner 1920 geschriebenen Chronik, auch als Stampfer-Chronik bekannt, ebenfalls am Franziskanerkogel. Als Hinweise nennt er, dass der Kogel bis 1800 im Grundbuch noch als Primaskogel bezeichnet worden war. Auch die am Fuße des Franziskanerkogels stehenden Bauernhöfe Dietmar und Kalcher deutete er als die beiden laut dem Lankowitzer Urbar von 1498 als bei der Primaresburg gelegenen Untertanen Dietmar am Primashof und Stegen am Kalch. Stampfer sah auch im abgeflachten Gelände im Gipfelbereich die Reste einer Wehranlage.
Trotz Stampfers Forschung sah der Burgenforscher Robert Baravalle 1926 den Standort nördlich des Franziskanerkogels bei Kirchberg und Sankt Johann. Baravalle stützte diese Annahme auf die im Seckauer Lehensbuch von 1467 geführte Bezeichnung ob pranaspurg an der kemnaten, in der er einen Gegendnamen sah. Die Kemenate, das Wohngebäude einer Burg, soll laut ihm namensgebend für den Ort Kemetberg auf einem Ausläufer des Hanskogels gewesen sein. Die Ursprünge der am Hang des Hanskogels gelegenen Filialkirche St. Johann am Kirchberg sah er in einer ehemaligen Burgkapelle. Auch der Name des Hanskogel soll sich von Hauskogel ableiten und auf eine ehemalige Wehranlage hinweisen. Tatsächlich dürfte der Name aber auf die Kirche St. Johann zurückgehen. Obwohl Baravalle die Burgreste am Franziskanerkogel kannte, schloss er diesen als Standort der Primaresburg völlig aus und sah darin die Reste der ab 1415 auf den Resten einer unbekannten älteren Anlage errichteten Wehrbau der Gradner. Da die Grafen von Montfort und nicht die Gradner laut dem Urbar von 1420 im Besitz der Primaresburg waren, musste es sich laut Baravalle um zwei verschiedene Standorte gehandelt haben. Den Annahmen Baravalles widersprachen 1955 die beiden Historiker Hans Pirchegger und Herwig Ebner. Pirchegger vermerkte, dass Kemetberg auf einer Fortsetzung des Franziskanerkogels und nicht wie von Baravalle angeführt am Hanskogel liegt. Ebner nennt als Gegenargument, dass im Piber Urbar von 1493 Kirchberg und Primaresburg getrennt voneinander aufscheinen. Ebner sah im Franziskanerkogel die einzig richtige Antwort auf die Standortfrage. Die erkennbaren Geländeformen am Gipfel sah er als die Reste der Wehranlage der Gradner, durch die ältere Burgteile überbaut wurden. Von Ebner stammt auch eine erste Planskizze und Beschreibung der Burganlage. Obwohl Baravalle diesen Ausführungen widersprach, setzte sich in der Forschung die Lokalisierung der Primaresburg am Franziskanerkogel durch. Im Rahmen der 1984 und 1986 durchgeführten Versuchsgrabungen im Burggelände kam es erneut zu wissenschaftlichen Diskussionen über die Lage der Burg.
Die Verortung der Primaresburg auf dem Franziskanerkogel wird in der jüngeren Forschung durchweg anerkannt, wobei hier vor allem die Ausführungen Ebners, aber auch die Lage am prominentesten Punkt der näheren Umgebung auschlaggebend sind. Auch archäologische Funde lassen auf eine Nutzung des Geländes ab dem 11. Jahrhundert bis ins 14. Jahrhundert hinein schließen. Eindeutige Spuren der vermeintlich im 15. Jahrhundert errichteten Wehranlage der Gradner gibt es allerdings nicht.

### Grabungen und Forschungen seit den 1980er-Jahren
Unter der Leitung des Mittelalterarchäologen Diether Kramer führte des Landesmuseum Joanneum 1984 und 1986 Grabungen im Burgenareal durch. Die erste Grabung im Jahr 1984 fand im Bereich der Kernburg statt, wobei vor allem die ringförmige Struktur im Zentrum der Anlage untersucht wurde. Diese wurde zuerst als Rest eines Turmes gedeutet, stellte sich aber als Filterzisterne heraus. Auch im Bereich südlich der Zisterne und der Ringmauer wurde eine Grabungsschnitt angelegt. Dabei wurden die Mauerreste und ein Estrichboden von an die Ringmauer angebauten Räumen freigelegt. Bei der zweiten Grabung im Jahr 1986 legte man die Zisterne vollständig frei und einen etwa 30 Meter langen Grabungsschnitt in der östlich der Kernburg gelegenen Vorburg an. Im Bereich der Vorburg wurden dabei die Reste einer Umfassungsmauer freigelegt. Auch eine stark holzkohlehaltige Schicht wurde entdeckt. Diese lässt sich in das 13. Jahrhundert datieren und wird als Hinweis auf eine kriegerische Auseinandersetzung oder die Schleifung durch König Ottokar II. Přemysl angesehen. Das Fundmaterial der Grabungen setzt sich vor allem aus Keramik und Tierknochen, aber auch aus Metallgegenständen wie Geschoßspitzen, Schlüsseln, einem Gewichtssatz sowie landwirtschaftlichen Geräten zusammen. Dieses Fundmaterial lässt sich vor allem ins 13. und 14. Jahrhundert datieren, nur wenige der Gegenstände stammen aus dem 15. Jahrhundert. Durch die Grabungen konnte aber nachgewiesen werden, dass der Franziskanerkogel bereits seit der Steinzeit, aber auch im Frühmittelalter als Siedlungsplatz genutzt wurde. Bauliche Reste aus dem Frühmittelalter konnten aber nicht entdeckt werden. Eine vom Grabungsleiter Diether Kramer geplante Publikation sämtlicher Befunde wurde bis zu seinem Tod im Jahr 2016 nicht umgesetzt. Weiteres der Forschung zur Verfügung gestelltes Material stammt aus Streufunden und von Sondengängern. Nach den Grabungen in den 1980er-Jahren wurden die Mauern im südlichen Bereich der Kernburg ohne Kenntnis der Forschung weiter freigelegt und teilweise undifferenziert aufgemauert.
Um das Jahr 2000 wurde eine Forststraße auf den Gipfel des Franziskanerkogels angelegt, wodurch vor allem der Bereich um den Halsgraben stark verändert wurde. Um weitere Geländeveränderungen zu verhindert wurde als Folge des Wegbaus das Burgareal unter Denkmalschutz gestellt. Auch durch die Holzbringung nach dem Sturmtief Paula im Jahr 2008 wurden die oberen Hänge des Burgplateus umgestaltet; dabei wurde eine zuvor unbekannte Mauerkante südlich der Kernburg freigelegt. Im August und September 2020 wurde von Institut für Antike der Universität Graz unter Leitung von Levente Horváth und Iris Koch eine Lehrgrabung durchgeführt, bei der im Bereich der Kernburg und des Halsgrabens insgesamt vier Grabungsflächen angelegt wurden. Diese Flächen wurden bis zum anstehenden Felsen ergraben und anschließend wieder mit dem Aushubmaterial verfüllt. Dabei wurden auch Reste von Mauern freigelegt. Die freigelegten Mauern lassen sich wahrscheinlich in das späte 13. oder frühe 14. Jahrhundert datieren, und die Befundsituation lässt eine massive, von Menschen durchgeführte Erdbewegung im 13. Jahrhundert vermuten.

## Beschreibung

### Kernburg

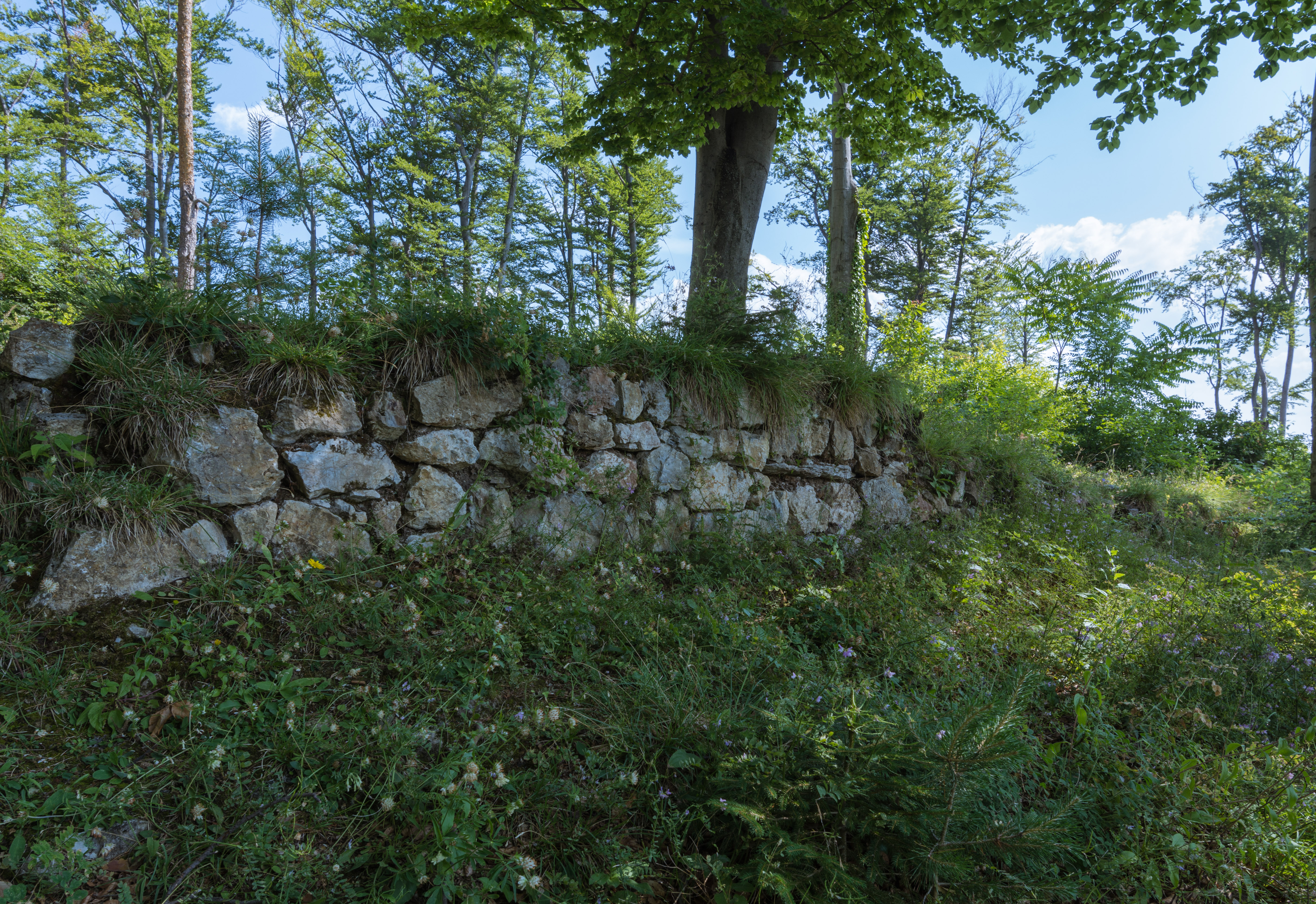
Mauerreste, die im südlichen Kernburgareal bis heute erhalten geblieben sind

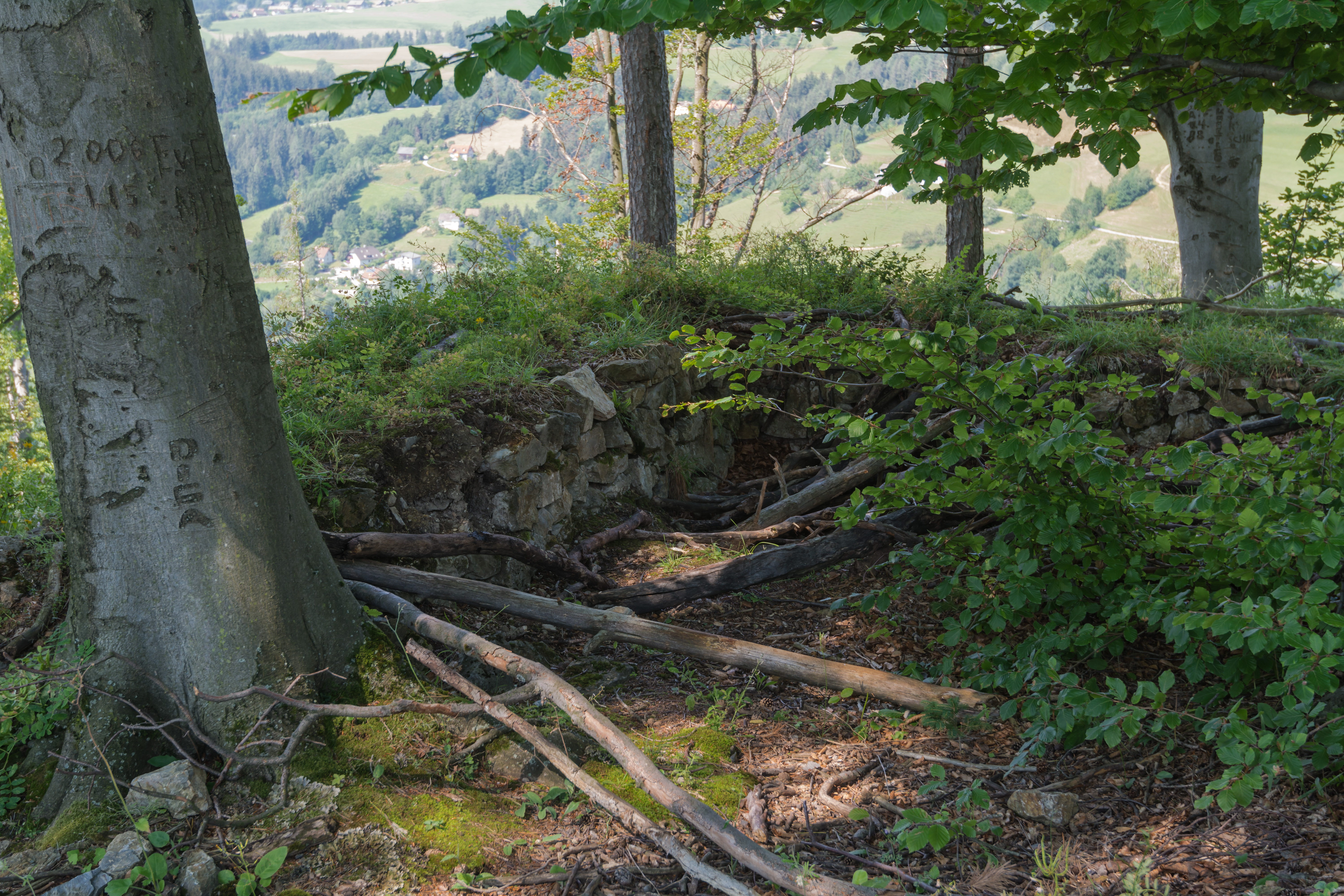
Reste einer Eckmauer im südöstlichen Teil des als Palas gedeuteten Gebäudes

Von der Wehranlage sind nur spärliche Reste erhalten und es sind nur wenige Mauerreste sichtbar. Am rechteckigen Gipfelplateaus befand sich das Kernwerk der Burganlage, das im Osten durch einen mächtigen Abschnittsgraben mit einem dahinterliegenden und noch heute erkennbaren Wall geschützt wurde. Das Areal des Kernwerks war ursprünglich vermutlich von einer Ringmauer umgeben, deren verstürzte Reste man noch teilweise im Gelände erkennen kann. Im Südwesten war ein Torgebäude an die Ringmauer angebaut, von dem eine Mauer zum Kernwerk hochführte. Der Zugang führte von dort nach Osten in die Vorburg und erst von dort weiter in die Kernburg. Der Zugang zur Kernburg erfolgte wahrscheinlich durch eine Toranlage im Nordosten. Südlich dieser Toranlage kann man die Reste eines Gebäudes erkennen. Im südlichen Teil der Kernburg wurden in den 1980er-Jahren die Fundamente von drei Räumen eines mehrteiligen Gebäudes freigelegt, die als Reste des Palas gedeutet werden. Die Mauern dieses Gebäude haben an der Westseite ein kleinteiliges und lagiges Quadermauerwerk, das mit Bruchsteinen ausgeglichen wurde. Aufgrund des Mauerwerks lässt es sich dem 12. oder 13. Jahrhundert zuordnen. Der Ostteil des Gebäudes hat ein kaum lagerhaftes Bruchsteinmauerwerk, das heißt das die unterschiedlich großen Steine unregelmäßig verlegt wurden, weshalb es vermutlich aus dem 15. Jahrhundert stammen dürfte. Die freigelegten Räume hatten eine lichte Weite von etwa 5,5 Metern. Etwas nordöstlich des Gebäudes befindet sich ein mächtiger Schuttkegel, der als möglicher Standort des Bergfrieds angesehn werden kann. Dies konnte aber mit den bisher erfolgten Grabungen aber nicht bestätigt werden.
Im Zentrum der Kernburg befindet sich eine kreisrunde, 6,85 Meter breite gemauerte Filterzisterne, die bei den Grabungen in den 1980er-Jahren freigelegt wurde. Die Umfassungsmauer der Zisterne ist 1,35 Meter dick. In ihrem Zentrum befindet sich der eigentliche Brunnen zur Wasserentnahme. Die Innenseite der Außenmauer war mit einer Lehmschicht versehen und das Innere der Zisterne war mit Bruchsteinen verfüllt, die am Rand zu einer Art Trockenmauer gestapelt waren. Die Zwischenräume waren mit Sand aufgefüllt. Bei den Grabungen in den 1980er-Jahren wurde die Zisterne vor allem aufgrund der Größe und der Mauerstärke als Rest eines Turmes oder des Bergfriedes gedeutet. Das Bauwerk wird in der Forschung aber mittlerweile als Zisterne angesehen, wobei aber eine später erfolgte Umnutzung eines älteren Gebäudes möglich ist. Aufgrund der der Stärke der Umfassungsmauer kann man davon ausgehen, das es eine Brunnenstube gab. Das kleinteilige, teilweise lagerhafte Bruchsteinmauerwerk mit Mörtelbindung der Umfassungsmauer lässt sich schwer datieren, könnte aber spätestens im 13. Jahrhundert errichtet worden sein. Der obere Abschluss der Zisterne wurde neuzeitlich an das umgebende Bodenniveau angeglichen.

### Vorburg
Östlich des Plateaus mit der Kernburg befindet sich ein weiteres, gegen Osten hin spitz zulaufendes Plateau. Dieses wird in der Forschung als Standort des Vorwerks der Anlage gedeutet. Die beiden Plateaus sind durch einen Abschnittsgraben mit östlich vorgelagerten Wall voneinander getrennt. Auch das Vorwerk war wahrscheinlich von einer Ringmauer umgeben. Mauerreste wurden aber nur im Norden der Anlage ergraben und sind im Südosten auch schwach im Gelände erkennbar. Die erforschten Mauerreste haben ein lagerhaftes und unregelmäßiges Bruchsteinmauerwerk, das sich nicht sicher datieren lässt, aber eher dem 15. Jahrhundert zugeordnet werden kann. Den östlichen Abschluss des Plateaus bildet ein tiefer Spitzgraben mit vorgelagerten Wall, wobei es sich um die Reste einer Mauer handeln könnte.
Diesem Vorwerk Im Osten vorgelagert und etwas tiefer am Berghang gelegen befindet sich ein zweites, etwa dreieckiges Plateau mit einem weiteren Vorwerk. Eine erkennbare Vertiefung im Gelände wird als möglicher Standort einer Zisterne gedeutet. Am östlichen Abschluss dieser Anlage kann man im Gelände noch einen stark verschliffenen Wall erkennen.
Die Erdwerke im Gelände der Vorwerke gehen laut Ergebnis der bisherigen Grabungen auf die Kupfer- und Urnenfelderzeit zurück.

## Bedeutung und Funktion
Der Primaresburg lässt sich anhand ihrer Lage aber auch aufgrund ihrer urkundlichen Erwähnungen eine gewisse strategische und wirtschaftliche Bedeutung beimessen. Ihre genaue Funktion und Nutzung über die Jahrhunderte lässt sich anhand der bisherigen Forschungsergebnisse (Stand: 2021) jedoch nur lückenhaft rekonstruieren. Die strategische Bedeutung lässt sich mit der Lage an zwei Handelswegen und auch den guten Sichtverbindungen begründen, und die Funde von Waffen und die vorhandenen Befestigungen sind Zeuge der militärischen Rolle der Anlage. Urkundlich lässt sich die Einhebung von Mautgebühren für den Warentransport über die Stubalpe bei der Primaresburg nachweisen. Für die Eppensteiner sicherte der Wehrbau am Franziskanerkogel die Verbindungsstraße zwischen ihrem Machtzentrum bei Wildon und ihren Besitzungen in der Grafschaft Judenburg. Nach dem Aussterben der Eppensteiner dürfte der Wehrbau der Sitz einer eigenen Grundherrschaft gewesen sein. Das Ottokar II. Přemysl in der zweiten Hälfte des 13. Jahrhunderts die Burg einzog und vermutlich auch schleifen ließ weist aber darauf hin das die Burg weiterhin eine gewisse strategische und vermutlich auch wirtschaftliche Bedeutung hatte. Bisherige Funde lassen darauf schließen das die Burg im 14. oder 15. Jahrhundert ihre einstige Bedeutung verloren hat. Die Herrschaft Lankowitz mit Sitz auf dem 1440 errichteten Schloss Lankowitz kann als Nachfolger des südlichen Teils der Grundherrschaft der Primaresburg angesehen werden.
Laut der Historikerin Karin Erika Trummer sprechen auch das Fundmaterial der Grabungen dafür das die Primaresburg im Mittelalter ein Herrschaftssitz sowie Wirtschafts- und Verwaltungszentrum war das vor allem im Pfarrgebiet von Piber eine größere Bedeutung innehatte. Von wirtschaftlicher Bedeutung waren dabei vor allem die Landwirtschaft mit dem Anbau von Getreide und der Viehzucht sowie die Holzwirtschaft. Zu den Burggütern der Primaresburg gehörte die sogenannte Piberalben, ein Almgebiet auf der Stubalpe. Auch die Haltung von Pferden ist nachweisbar. Die Funde einer Handspindel, einer Spule aus Ton, einer Bronzenadel sowie einer Purpurschnecke lassen auf eine mögliche Textilverarbeitung schließen. Für dem Zeitraum vom 10. bis in das 13. Jahrhundert lässt sich im Fundmaterial Metallverarbeitung im Burggelände nachweisen, wobei das verarbeitete Eisenerz möglicherweise in der näheren Umgebung abgebaut wurde. Ob die handwerklichen Arbeitsstätten auf dem Gelände der Burg selbst lagen ließ sich bisher archäologisch nicht nachweisen.